# Tata Güines
Federico Arístides Soto Alejo (* 30. Juni 1930 in Güines; † 4. Februar 2008 in  Havanna), bekannt als Tata Güines, war ein kubanischer Perkussionist, Bandleader, Komponist und Arrangeur.
Soto spielte bereits in seiner Kindheit Perkussionsinstrumente, insbesondere die Conga. Er war zunächst Kontrabassist in der Gruppe Ases del Ritmo, und wurde dann Mitglied der Partagás, der Band seines Onkels Dionisio Martínez. Später gründete er ein eigenes Orchester, die Estrellas Nacientes und trat mit dem Orquesta Swing Casino auf. 1946 arbeitete er mit dem Ensemble von Arsenio Rodríguez zusammen.
Ab 1948 lebte er in Havanna. Dort war er Mitglied in Pao Dominis La Nueva América, José Antonio Díaz’ Havana Sport, Orestes López’ Unión und Belisario López’ La Sensación. 1952 wurde er Mitglied der Gruppe Fajardy y sus Estrellas, mit der er 1956 nach New York ging.
Dort schloss er sich den Los Jóvenes del Cayo an, mit denen er Auftritte beim Radiosender La Voz del Aire hatte und arbeitete dann mit den Gruppen Camacho und Gloria Matancera zusammen. Er begleitete das Trío Taicuba als Congaspieler, arbeitete mit Guillermo Portabales und Ramón Veoz zusammen und trat mit Chano Pozo in die Gruppe Los Dandys de Belén ein, gehörte dem Quinteto Instrumental de Música Moderna (mit Frank Emilio Flynn, Guillermo Barreto, Gustavo Tamayo, Israel López und Orlando Hernández) an und spielte Aufnahmen mit Arturo O’Farrill in seinen Gruppen ein.
1955 reiste er nach Caracas, um am Karneval in dieser Stadt teilzunehmen. In New York trat er dann im Palladium mit Fajardo y sus Estrellas auf und begleitete als Congaspieler Machito und seine Afro-Cubans und Benny Moré. Im Hotel Waldorf-Astoria hatte er seinen ersten Auftritt als Solist. Er bereitete eine Show vor und stand mit Josephine Baker, Frank Sinatra und Maynard Ferguson und Los Chavales de España auf der Bühne.
Nach dem Sieg der Kubanischen Revolution kehrte Tata Güines in sein Heimatland zurück. Bei einem Konzert mit dem Orquesta Sinfónica Nacional führte er unter Leitung von Manuel Duchesne sein Werk Perico no llores más auf. Mit dem Gitarristen und Komponisten Sergio Vitier und den Tänzern Alicia Alonso und Antonio Gades wurde seine Komposition Ad Libitum aufgeführt.
1979 entstanden beim staatlichen kubanischen Label Egrem Aufnahmen mit den Estrellas de Areito. In den 1990er Jahren wurde Tata Güines als bedeutender Musiker wiederentdeckt. Mit dem jungen Miguel Díaz nahm er 1995 das Album Pasaporte auf, das von Egrem den Preis als Album des Jahres bekam. Er arbeitete dann auch mit anderen jungen Musikern wie Orlando Valle und seiner Band und Jesús Alemañys Cubanismo zusammen, nahm Chamalongo mit der kanadischen Saxophonistin Jane Bunnett auf und spielte den Titeltrack auf dem Album Lágrimas Negras von Bebo Valdés und Diego el Cigala, das für einen Grammy nominiert wurde. In seinen letzten Lebensjahren wurde er mit mehreren Preisen ausgezeichnet: der Medalla Alejo Carpentier (2002), dem Orden Félix Varela (2004) und dem Premio Nacional de Música (2006).
Tata Güines starb im Alter von 77 Jahren in Havanna, wo er seit 1948 lebte.